# Alföld-Linearkeramik

Verbreitung der regional jeweils frühesten archäologischen Kultur mit Töpferware (etwa 6000–4000 v. Chr., etwa 7,500-5,500 BP):
Westliche LBK
Alföld-Linearkeramik oder östliche LBK
Cardial- oder Impressokultur
Ertebølle-Kultur, mesolithische Kultur
Dnepr-Don-Kultur
Vinča-Kultur
La-Almagra-Kultur
Dimini-Kultur, vorher Sesklo-Kultur
Karanowo-Kultur
Kammkeramische Kultur, mesolithische Kultur
Hinweis: Die Karte ist ungenau und bedarf einer Überarbeitung; sie gibt nur die ungefähren territorialen Bedingungen einzelner Kulturen wieder. Einige Kulturen fehlen.

Die Alföld-Linearkeramik (ALK), auch östliche Linearbandkeramik genannt, ist eine früh- (Chronologisches Schema nach Lüning) bzw. mittelneolithische (Ungarisches Chronologiesystem) archäologische Kultur. Sie ist nach der ungarischen Großen Tiefebene (Alföld) und nach der Hauptverzierungsart der Gefäßkeramik benannt, die sich aus geritzten Motiven zusammensetzt. Die Alföld-Linearkeramik ist mit der westlichen Linearbandkeramik verwandt. Ihr Verbreitungsgebiet reicht von Ostungarn über Rumänien und die Slowakei bis in die Karpato-Ukraine.
Die Alföld-Linearbandkeramik datiert zwischen ca. 5500 v. Chr. und 4900 v. Chr. und ist damit gleichzeitig mit der LBK im Westen.

## Forschungsgeschichte
Die Alföld-Linearkeramik hat bis dato in der Forschung nicht die gleiche Aufmerksamkeit erhalten wie ihre westliche Schwester. Erste Funde einer späten Stufe der Alföld-Linearkeramik, der sog. Bükker Kultur, beschrieb Ferenc von Tompa bereits 1929. In den 1930er Jahren ergrub János Banner mehrere Siedlungen der Szakálhát-Gruppe und konnte diese Erscheinung von der klassischen Alföld-Linearkeramik trennen. In den folgenden Jahrzehnten lieferten zahlreiche kleinere Grabungen (fast ausschließlich in Ungarn) weiteres Material der Alföld-Linearkeramik und ihrer späten Ausprägungen, der eben genannten Szakálhát-Gruppe, der Tiszadob-Gruppe und den Regionalgruppen Esztár, Szilmeg und Bükk. Nandor Kalicz und Janos Makkay gelang es in ihrem großen Werk über die „Linienbandkeramik in der Großen Ungarischen Tiefebene“ (Budapest 1977), diese Fülle von Einzelerscheinungen zu erfassen und chronologisch, chorologisch und typologisch zu gliedern. Neuere Forschungen konnten beim Bau der Autobahn M3 durch Nandor Kalicz, Judith Koós und László Domboróczki in Füzesabony-Gubakút und Mezökövesd-Mocsolyás durchgeführt werden. Sie lieferten wichtige Erkenntnisse zum Siedlungswesen und Totenritual der Alföld-Linearkeramik.

## Verbreitungsgebiet
Das Entstehungsgebiet der Alföld-Linearkeramik liegt am Flusssystem der Theiß. Es umfasst die namensgebende Alföld-Tiefebene im östlichen Ungarn und reicht darüber hinaus noch bis in die östliche Slowakei, die Karpatoukraine und ins nordwestliche Rumänien. Begrenzt wurde das Verbreitungsgebiet im Norden und Osten von den Karpaten. Im Westen bildet ein siedlungsleerer Raum die Grenze zum Donaugebiet. Die südliche Grenze bildete das mittlere Theißgebiet, an welches sich das Siedlungsgebiet der Körös-Kultur anschloss. In den jüngeren Phasen dehnte sich das Verbreitungsgebiet der Alföld-Linearkeramik weiter nach Süden bis zur Grenze der Vinča-Kultur und nach Rumänien aus.

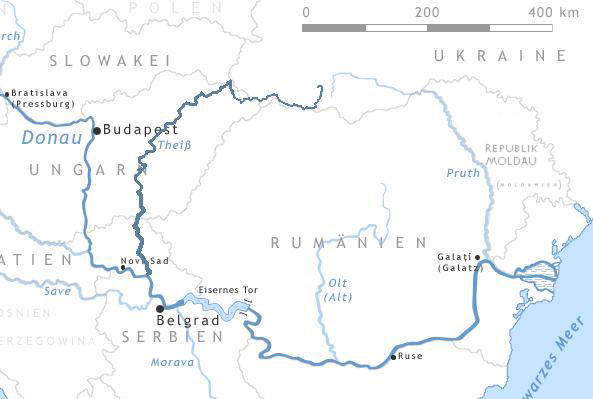
Karte des rezenten Theiß-Flusssystems.

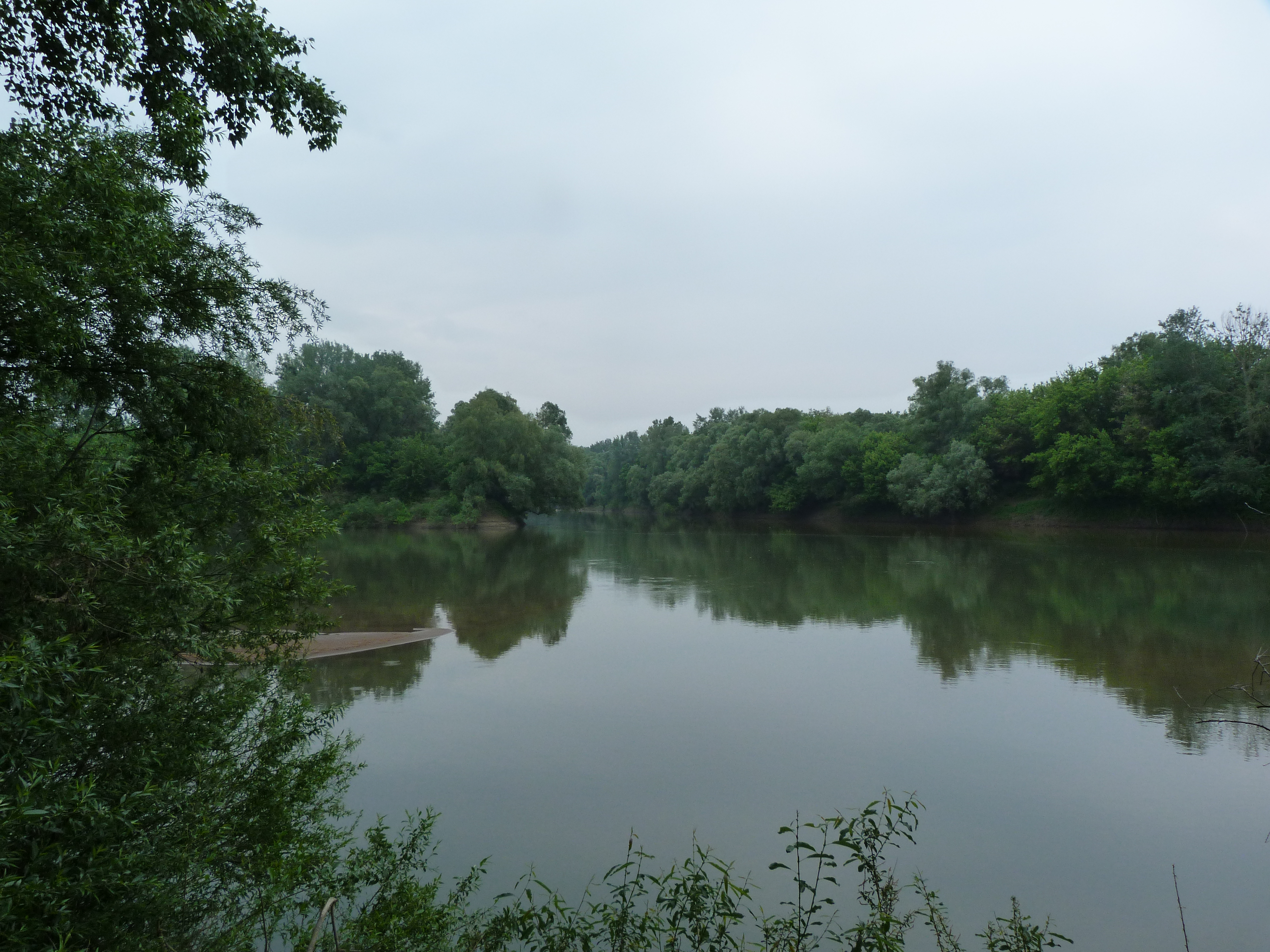
Uferlandschaft am Zusammenfluss von Someș und Theiß.

## Chronologische Gliederung
Die ALK entstand aus der Körös-Kultur. In der Siedlung Füzesabony-Gubakut fand sich in den ältesten Gruben neben Szatmár-Material auch Körös-Keramik. Diese Gruben konnten auf den Zeitraum zwischen 5620 und 5470 cal. BC datiert werden.
Auch in Tiszaszőlős-Domaháza-puszta wurde eine Abfolge von Körös zu ALK gefunden.
Anhand der Keramik kann die Alföld-Linearkeramik in mehrere Stufen untergliedert werden. Die älteste Stufe wird bisweilen nach einem Fundort als Szatmár-Gruppe benannt und ist in weiten Teilen des Verbreitungsgebietes einheitlich ausgeprägt. Nach den Daten aus Füzesabony-Gubakut überlappen sich frühes Szátmar und spätes Körös. In ihrer weiteren Entwicklung zerfällt die Alföld-Linearbandkeramik (wie auch die westliche Linearbandkeramik!) in viele kleine Regionalgruppen, die sich durch ihre Keramik unterscheiden lassen. Die wichtigsten regionalen Gruppierungen sind die Bükker Kultur, die Tiszadob-Gruppe und die Szakálhát-Gruppe Ostungarns, die Raskovce-Gruppe in der Slowakei und die Ciumești- oder Pișcolt-Kultur Rumäniens.

## Siedlungswesen
Die Siedlungen der ALK haben einen linearen Aufbau. Nicht alle Häuser waren jedoch gleichzeitig bewohnt. Meist liegen die Häuser entlang eines Flusslaufes. In der Gegend von Füzesabony waren größere Siedlungen oft von kleineren Satellitensiedlungen umgeben
Lange Zeit wurde vermutet, dass die Träger der Alföld-Linearkeramik in sogenannten Grubenhäusern lebten, denn es waren keine Hausgrundrisse aus Pfostenlöchern bekannt. Neuere Ausgrabungen in Füzesabony-Gubakút jedoch erbrachten Grundrisse großer Langhäuser, wie sie auch die westliche Linearbandkeramik kennt. Das Dach wird von Ständerpfosten getragen. Die Zwischenräume zwischen den Pfosten sind mit Flechtwerk verbunden, das mit Lehm beworfen wird und so die Wände bildet. Da sich das Aufgehende der Häuser nicht erhalten haben, ist die Lage von Türen und eventuellen Fenstern und die Höhe der Häuser nicht gesichert rekonstruierbar. Die Siedlung bestand von 5600 bis 5200 v. Chr. Weitere Häuser sind aus Polgár–Király-Érpart bekannt. In Mezőkövesd-Mocsolyás fehlen Pfostenlöcher völlig, die Hausgrundrisse zeichnen sich nur als Konzentrationen von Hüttenlehm ab.

## Wirtschaftsweise
Die Träger der ALK betrieben Ackerbau und Viehzucht. In Füzesabony-Gubakút gehörten 95 % der Tierknochen zu domestizierten Spezies, Rinder und Ovicapriden (Schaf/Ziege) waren ungefähr zu gleichen Anteilen vertreten. In Tiszacsege überwogen dagegen die Schafe. Auch Fischfang ist belegt; insgesamt scheint die Bedeutung von Jagd und Fischfang jedoch gegenüber der Körös-Kultur zurückgegangen zu sein. Domboróczki nimmt an, dass sich die neue Wirtschaftsweise entwickelte, als die Träger der Körös-Kultur die Tiefebene verließen und sich der trockneren Umgebung in den Hügeln anpassen musste.

## Materielle Kultur

### Keramisches Inventar
Das Formengut der Keramik der Alföld-Linearkeramik umfasst Schalen, Schüsseln mit gerader und geknickter Wandung, halb- bis dreiviertelkugelige Gefäße (so genannte Kümpfe), Becher, Näpfe und Flaschen. Besonders bemerkenswert sind Schalen und Schüsseln, die auf einem hohen zylindrischen Fuß ruhen. In der ältesten Stufe der Alföld-Linearkeramik ist die Keramik organisch gemagert. Sie weist Verzierung in Form breiter geritzter Linien auf, die kurvolineare und rektilineare Motive bilden. Bereits in der ältesten Stufe tritt auch bemalte Keramik auf. Die Bemalung ist in weiß, rot oder schwarz auf die Gefäßoberfläche aufgebracht. In jüngeren Phasen der Alföld-Linearkeramik ist die Keramik kaum noch organisch gemagert. Bemalung und Ritzverzierung existieren weiter parallel. In der jüngsten Ausprägung der Alföld-Linearkeramik treten zahlreiche Einzelerscheinungen auf, die eine Unterteilung in die in Südungarn verbreitete Tiszadob-Gruppe, die in Nordungarn verbreitete Szakálhát-Gruppe, die westlich anschließende Bükker Kultur und die Esztár-Pișcolt-Raskovce-Gruppe in Ostungarn, Rumänien und der Slowakei rechtfertigen. Diese Gruppen können anhand des Motivschatzes auf ihrer Keramik bzw. der Verzierungstechnik unterschieden werden.

### Steingeräte
Charakteristisch für die frühesten Stufen der Alföld-Linearkeramik, also die Proto-ALK bzw. Szatmár-Gruppe sind kleine geschliffene, trapezoide Beile. Weiterhin treten auch größere Beile auf, die einen leicht konvexen Querschnitt aufweisen. Diese Form hält sich auch noch in den jüngeren Stufen. In der jüngeren ABK treten große Schuhleistenkeile hinzu. Eine weitere Neuerung sind die ersten Steingeräte mit Bohrung. Hierzu zählen Äxte und Keulen. Letztere treten kugelig oder diskusförmig auf.
Das bevorzugte Material zur Herstellung von Steingeräten war, insbesondere im nördlichen Theißgebiet, Obsidian. Dieser kommt im Verbreitungsgebiet der Alföld-Linearkeramik ausschließlich im Sempliner Gebirge im ungarisch-slowakischen Grenzgebiet vor und wurde bis in eine Entfernung von 500 km verhandelt. Depotfunde von Kernstücken und fertigen Geräten sowie Produktionswerkstätten lassen auf eine Spezialisierung von Einzelpersonen oder kleinen Gruppen bei der Herstellung und beim Handel der Steingeräte schließen.

### Knochenartefakte
Die Alföld-Linearbandkeramik kennt ein großes Spektrum verschiedener Knochengeräte. Pfrieme, Harpunen, aber auch löffel- und spatelartige Geräte kommen vor. Bisweilen wurden Geräte auch aus Hirschgeweih gefertigt. Insgesamt treten Knochengeräte im archäologischen Fundmaterial aber nur sehr spärlich auf.

## Kult und Religion
Kultische Äußerungen der Alföld-Linearbandkeramik liegen aus dem gesamten Verbreitungsgebiet vor. Es treten menschliche Statuetten, Gesichtsgefäße, geritzte menschliche Darstellungen und, selten, auf Gefäße applizierte Darstellungen auf. Als Besonderheit muss man sogenannte „Mischwesen“ erwähnen, menschliche Gesichter auf vierbeinigen Körpern. Darstellungen von Tieren sind seltener. Aus Tiszacsege stammt ein Gefäß in Form eines Schweines, das in die älteste Stufe der Alföld-Linearkeramik datiert (Szatmár-Gruppe). Jünger sind Gefäßreste in Tierform aus dem slowakischen Šarišské Michaľany: Sie datieren in die Zeit der Bükker Kultur und der Tiszadob-Gruppe.
Erdwerke, wie sie in der westlichen Linearbandkeramik bekannt sind, sind im Bereich der Alföld-Linearbandkeramik bislang nicht gefunden worden.

## Totenritual
Bisher sind nur wenige Bestattungen der östlichen Linearkeramik bekannt. Es handelt sich meist um Hocker, die mit wenigen keramischen Beigaben beerdigt wurden. Echte Gräberfelder sind selten; für die älteste Stufe der östlichen Linearkeramik ist ein Gräberfeld mit mehreren Bestattungen in Mezőkövesd-Mocsolyás ergraben worden. Aus Tiszaszőlős-Domaháza-puszta stammt eine Siedlungsbestattung in der Kulturschicht; sie bestand nur aus einigen Langknochen, einem Schädelfragment und Fingerknochen.